# Добрятин
Добрятин (укр. Добрятин) — село в Млиновской поселковой общине Дубенского района Ровненской области Украины.
До 2020 года входило в Млиновский район.
Расположено на правом берегу реки Иква (приток Стыра).
Население по переписи 2001 года составляло 514 человек. Почтовый индекс — 35136. Телефонный код — 3659. Код КОАТУУ — 5623882301.
Рядом с селом расположен гидрологический заказник Урочище «Добрятин».

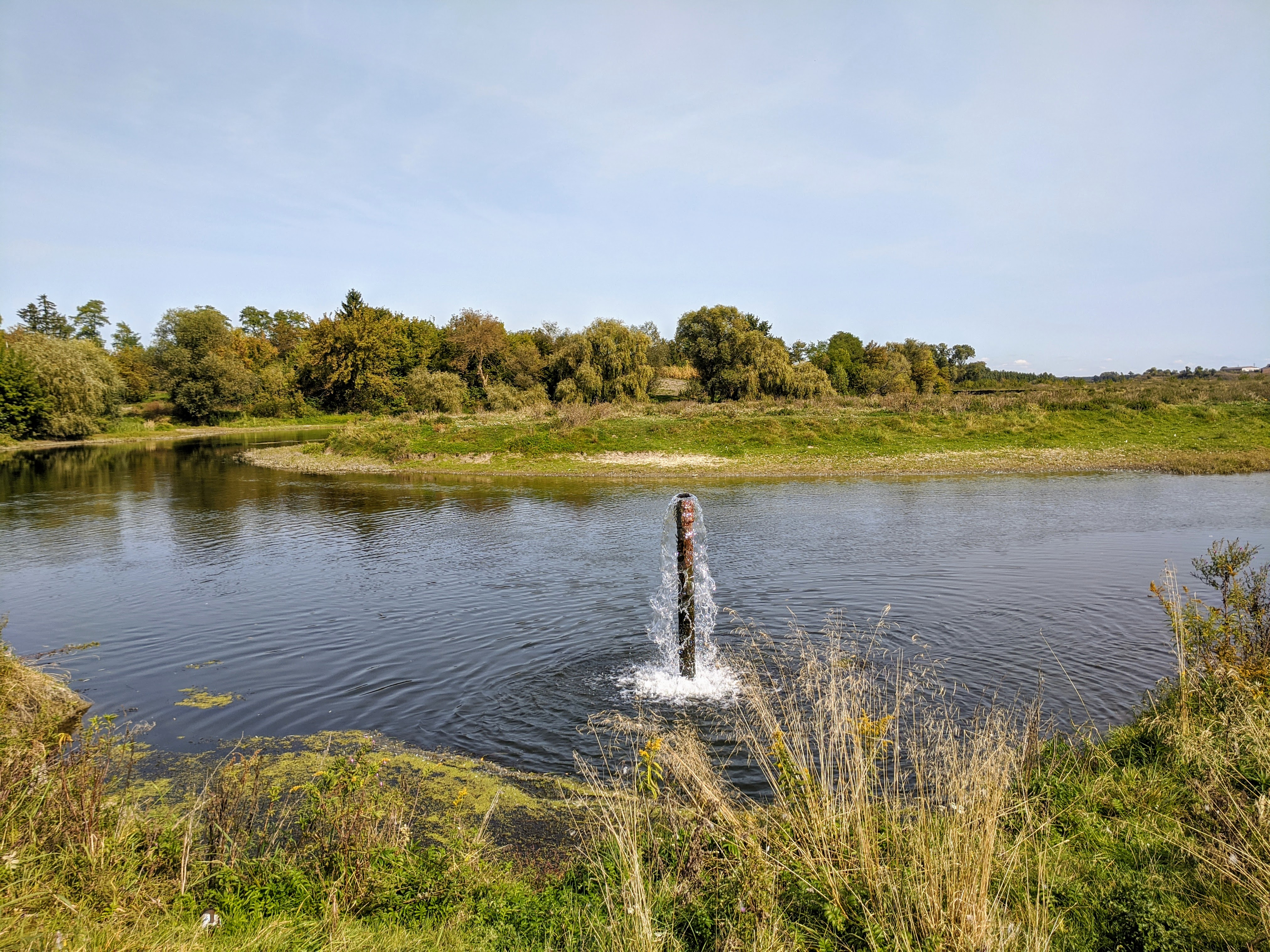
Минеральный источник

В окрестностях села, в русле реки Иква, есть минеральный источник, представляющий собой искусственный фонтан, из которого постоянно бьёт минеральная вода. Выход подземных вод остался после разведывательных работ искавших нефть геологов.